# La Fuite en Égypte (Elsheimer)
Pour les articles homonymes, voir La Fuite en Égypte.
La Fuite en Égypte est une peinture de cabinet d'Adam Elsheimer réalisée en 1609 alors que l'artiste résidait à Rome.

## Description
Le tableau de petit format représente la fuite de la Sainte Famille poursuivie par Hérode, le long d'un cours d'eau sur lequel se reflète la lune. Devant une lisière de forêt sombre, sur le côté derrière l'âne, Joseph tient un bâton résineux allumé dans la main. 
Dans le ciel, on voit la lune et la Voie lactée dont la Grande Ourse sur la gauche.
Le constellation du lion est visible au-dessus de la Sainte Famille avec Régulus son étoile la plus brillante, au centre du tableau.

## Interprétation
Ce tableau d'Elsheimer est la première représentation d'un ciel nocturne dans l'art de la Renaissance. En novembre et décembre 1609 à Venise, Galilée en utilisant un télescope qui venait d'être inventé a révélé le relief accidenté de la lune et la réalité de la Voie lactée, composée d'étoiles.
Il s'agit donc de la première représentation fondée de la Voie lactée et de la surface de la Lune.
Il a été suggéré qu'Elsheimer a retouché le tableau en 1610, après la publication du Sidereus nuncius de Galilée. Cette hypothèse a cependant été contestée par l'historien de l'art Keith Andrews.
Elsheimer est mort un an après avoir complété ce tableau, son dernier. Il était accroché dans sa chambre à coucher.

## Influence

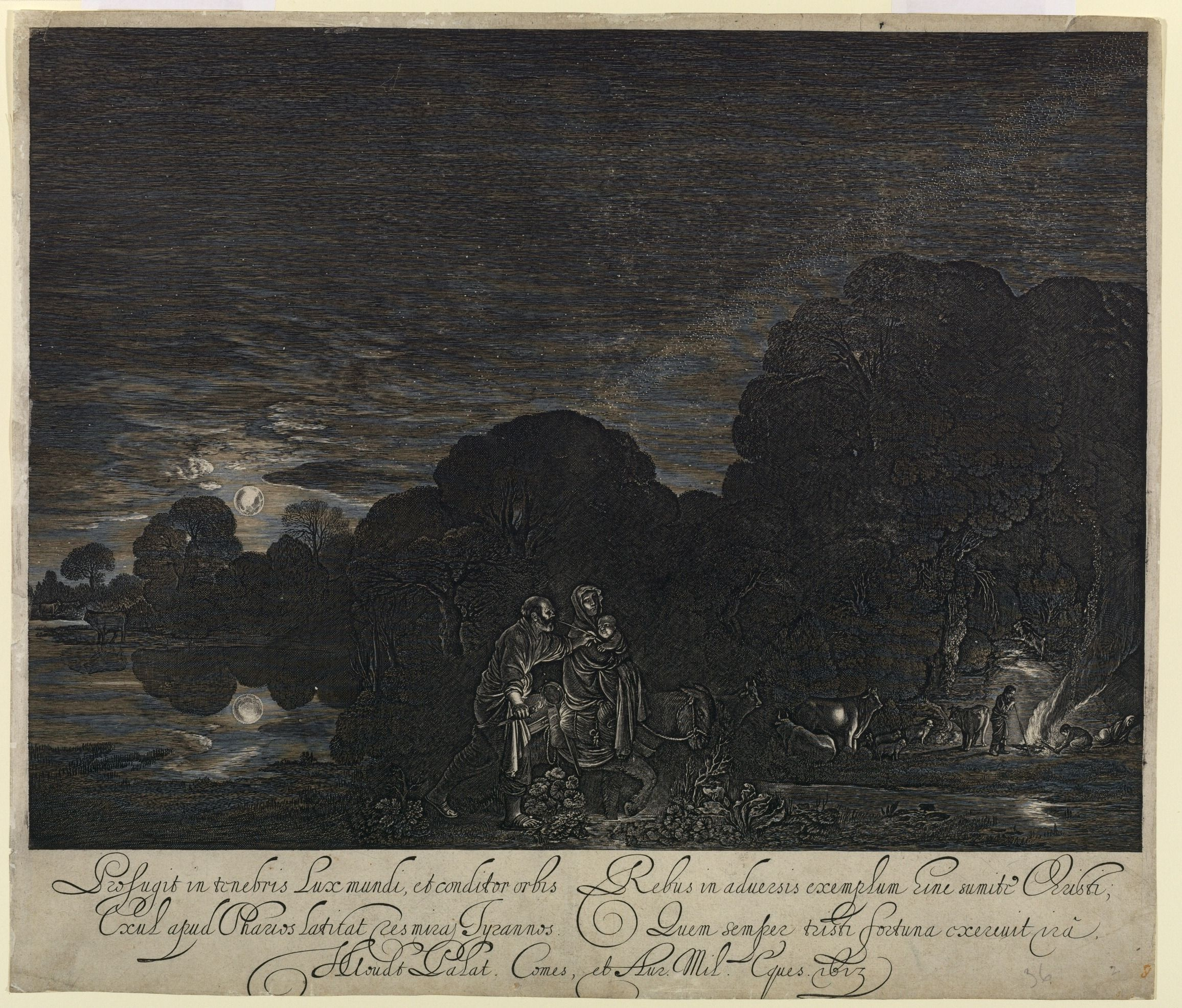
Hendrick Goudt, La Fuite en Égypte (1613), gravure, Institut Courtauld

L'importance de la peinture d'Elsheimer peut être jaugée par une lettre du 14 janvier 1611 de Rubens au docteur, botaniste et collectionneur Johann Faber dans laquelle il discute le prix extraordinaire de 300 scudi demandée par la veuve. La peinture a probablement échu à Hendrick Goudt, qui l'a emportée à Utrecht.
Les œuvres d'Elsheimer, dont La Fuite en  Égypte, ont inspiré des peintres presque contemporains comme Le Lorrain et Pierre Paul Rubens. Le Paysage avec le repos pendant la fuite en Égypte de Rembrandt (1647) a pu être inspirée par celle d'Elsheimer. Rembrandt a pu découvrir les travaux d'Elsheimer par les gravures réalisées par son ami Hendrick Goudt. L'influence des gravures  de Goudt sur les travaux d'autres graveurs a été immédiate, en particulier pour Jan van de Velde l'Ancien.
Elsheimer a également inspiré d'autres artistes comme le peintre romantique allemand Caspar David Friedrich. Le tableau Soir sur la mer baltique (1831) rappelle La Fuite en Égypte.
Joachim von Sandrart qualifie en 1675 ce petit tableau de chef-d'œuvre « tel qu'il n'a jamais été fait et une œuvre qui est dans toutes ses parties et une en particulier tout à fait incomparable ».